# La Dhuys (metrostation)
La Dhuys is een metrostation van de Metro van Parijs langs metrolijn 11 gelegen op de gemeentegrens van Montreuil en Rosny-sous-Bois.
Het is het 312e station van de Parijse metro. Het werd geopend op 13 juni 2024 als onderdeel van de oostelijke verlenging van de metrolijn van Mairie des Lilas naar Rosny-Bois-Perrier. 
Het station ligt in de buurt van de cité Boissière en de wijk La Boissière, tussen de Boulevard de la Boissière, in Montreuil, en de Rue de la Dhuys, in Rosny-sous-Boisin. Die laatste straat bepaalde de naam van het station, hoewel in de projectfase van de metroaanleg oorspronkelijk als stationsnaam was gekozen voor La Boissière.
La Dhuys heeft twee toegangen. In het zuiden, in Montreuil, ligt de eerste aan de Boulevard de la Boissière. In het noorden, in Rosny-sous-Bois, werd een ingang gebouwd op de hoek van de Rue de la Dhuys en de Ruelle Boissière, op de grens met Noisy-le-Sec.

## Intermodaliteit
Het station wordt bediend door de lijnen 102, 124, 202 en 301 van het RATP-busnetwerk en lijn 1 van het Titus-busnetwerk.
Châtelet · 
Hôtel de Ville · 
Rambuteau · 
Arts et Métiers · 
République · 
Goncourt · 
Belleville · 
Pyrénées · 
Jourdain · 
Place des Fêtes · 
Télégraphe · 
Porte des Lilas · 
Mairie des Lilas
Serge Gainsbourg · 
Romainville - Carnot · 
Montreuil - Hôpital · 
La Dhuys · 
Coteaux Beauclair · 
Rosny-Bois-Perrier